# Villa Vismara
 (mai 2009).
Si vous disposez d'ouvrages ou d'articles de référence ou si vous connaissez des sites web de qualité traitant du thème abordé ici, merci de compléter l'article en donnant les références utiles à sa vérifiabilité et en les liant à la section « Notes et références ».
Pour les articles homonymes, voir Vismara.
La Villa Vismara est une villa située sur la face sud de l'île de Capri, juste en face des rochers Faraglioni.
Le bâtiment a été utilisé pendant la Seconde Guerre mondiale par les forces alliées. Winston Churchill et le général Eisenhower y ont résidé.
Ultérieurement, la villa a été réaménagée par la famille Manfredi, avant de devenir un hôtel 5 étoiles.